# Озёра Хайдарабада

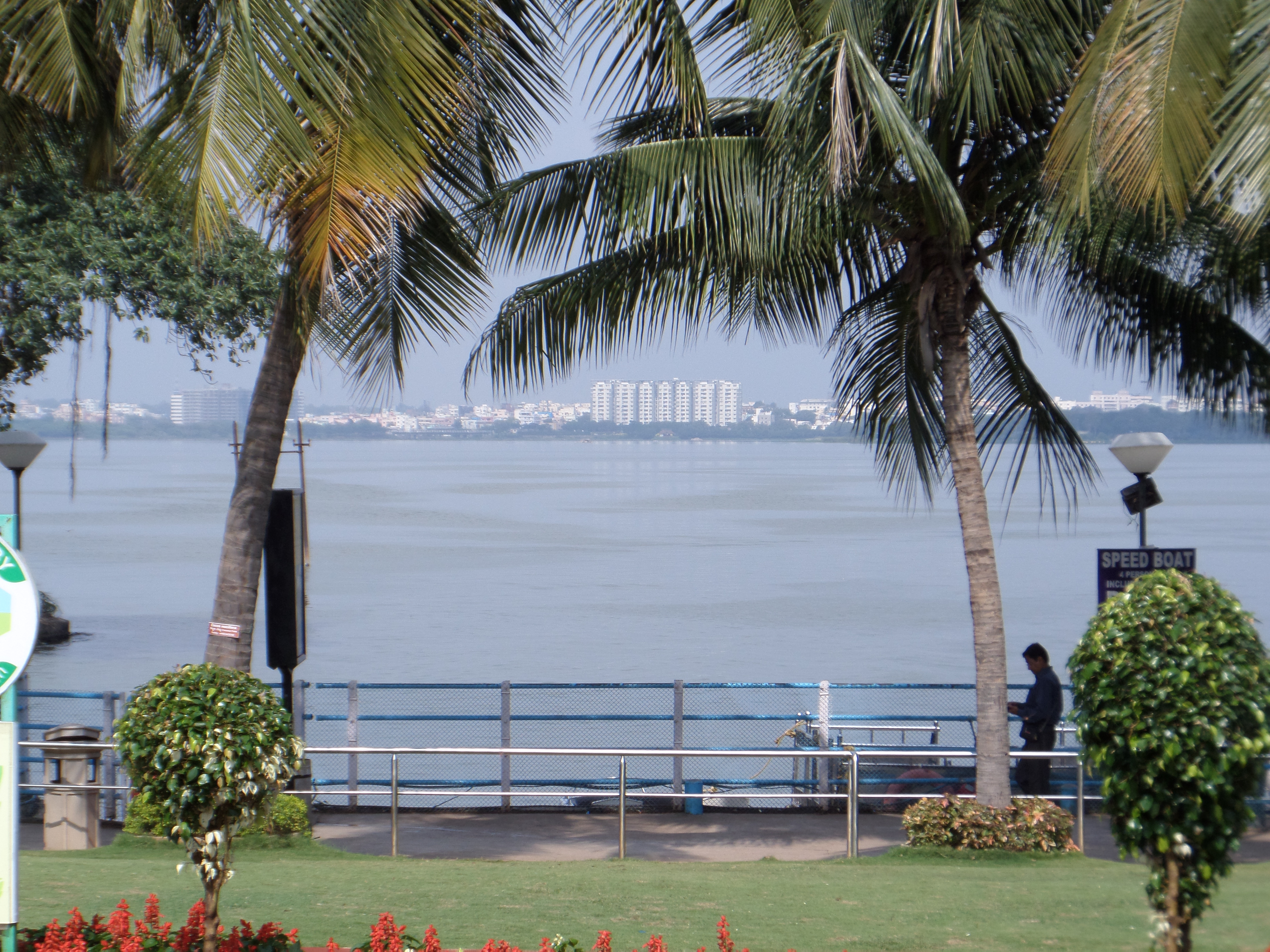
Хуссайн-Сагар — крупнейшее озеро Хайдарабада.

Ранее Хайдарабад был известен как Город озёр. Некоторые из этих водоёмов являются естественными, а другие — искусственными водоёмами. Согласно различным источникам, всего несколько десятилетий назад в Хайдарабаде было большое количество водных объектов, таких как озёра, водохранилища, реки, ручьи, пруды для аквакультуры, резервуары и т. д. (согласно некоторым источникам, от 3000 до 7000, включая природные и искусственные водоёмы. Местные названия следующие: черуву, кунта, танки). Большая часть этих озёр полностью исчезла, а площадь поверхности большинства сохранившихся озёр уменьшилась и они превратились в крошечные пруды и выгребные ямы. Некоторые из озёр, которые полностью исчезли, — это Тигал Кунта, танк Сомаджигуда, танк Мир Джумла, Пахар Тигал Кунта, Кунта Бхавани Дас, Наваб Сахеб Кунта, Афсалсагар, Наллакунта, Масаб танк и т. д. Площадь озёр Хуссайн-Сагар, Кунта-Маллайяпалли резко сократилась. Из тысяч водных объектов, существовавших в 1970-х годах в различных размерах в Хайдарабаде и его окрестностях, сегодня сохранилось только от 70 до 500 из них. Большинство из них исчезли из-за нарушений правил пользования или были незаконно осушены для проектов недвижимости частными или правительственными учреждениями. Существующие озера использовались для сброса мусора и сточных вод. Большинство из этих водохранилищ и резервуаров были построены во времена правления Кутуб Шаха в XVI—XVII веке и позже Низамами в качестве источника питьевой воды для жителей Хайдарабада. Площадь Хуссайн-Сагара, самого большого озера в Хайдарабаде, сократилась более чем на 40 %, то есть с 550 га до 349 га всего за 30 лет. Это водохранилище было построено в 1575 году, и с 1930 года не используется в качестве источника питьевой воды. 

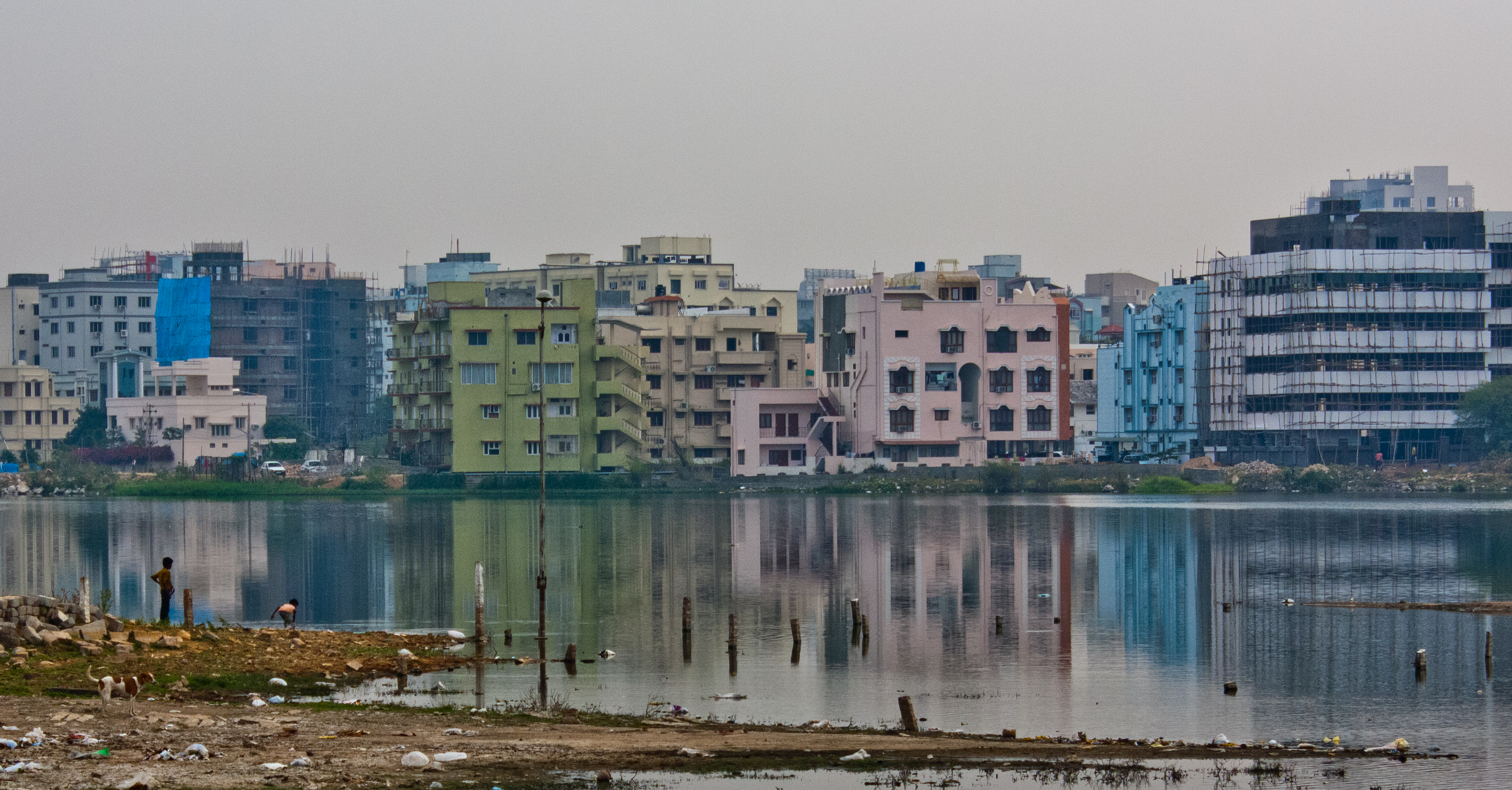
Дургам-Черуву близ HITEC City

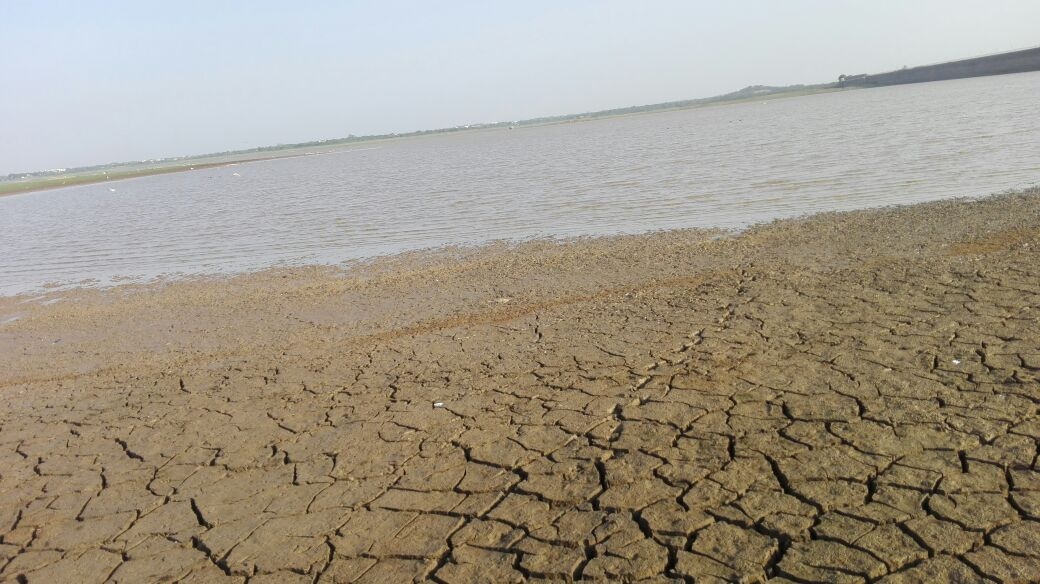
Химаят-Сагар, прежде один из крупнейших источников питьевой воды для Хайдарабада

Точно так же площадь, занимаемая водохранилищем Шамирпет, сократилась с 486 га в 1989 году до 256 га в 2006 году. Всего за 12 лет (с 1989 по 2001 год) было потеряно около 3245 га водных объектов.
По состоянию на 2010 год под юрисдикцией Управления городского развития Хайдарабада находилось 500 озёр. По состоянию на май 2018 года Управление ведет учёт 169 озёр, которые занимают площадь более 10 гектаров. Из них 62 озера находились под контролем правительства, 25 — в собственности частных организаций и 82 озера находятся в совместной государственно-частной собственности. Согласно существующим государственным нормам, на дне озера не допускается строительство любого рода, независимо от статуса собственности. Эти правила часто нарушаются как государственными, так и частными структурами.
Некоторые сохранившиеся озёра перечислены ниже. Некоторые из них находятся на реставрации за счёт средств, предусмотренных Национальным планом охраны озёр. Из 169 крупных водных объектов под контролем Управления городского развития на первом этапе было предложено восстановить 87 озёр.
- Хуссайн-Сагар[англ.] — в центре водохранилища воздвигнута статуя Будды высотой 18 м; др. достопримечательности: парки Лумбини[англ.], Санджеевайах[англ.] и «Сады NTR», парк развлечений «Снежный мир», усыпальница Сайдани Ма
- Осман-Сагар[англ.]
- Химаят-Сагар[англ.]
- Шамирпет[англ.]
- Мир-Алам[англ.]
- Сафильгуда[англ.]
- Рамакришнапурам[англ.]
- Капра (озеро)[англ.]
- Дургам-Черуву[англ.]
- Алвал[англ.]
- Сарурнагар[англ.]
- Бон-Черуву[англ.]
- Фокс-Сагар[англ.] — за 120 лет существования площадь водохранилища сократилась с 2 до 0,5 км²
- Начарам-Черуву[англ.]
- Лангаруз-Черуву[англ.]
- Рамантапур[англ.]
- Арьяна-Черуву[англ.]
- Амеенпур[англ.]
- Кхаджагуда[англ.]